# Манчо Манев
Манчо Манев е български революционер и по-късно кмет на Пловдив. Родом е от град Панагюрище.

## Биография
Манчо Манев е с основно образование. Взема участие в Априлското въстание от 1876 г. След разгрома на въстанието, Павел Бобеков, Христо Драганов и Манчо Манев от четата на Панайот Волов преминават Стара планина. На 18 май 1876 г. са приети и спасени от членове на революционния комитет в село Самоводене и се укриват там три месеца, след което емигрира в Румъния.
По време на Руско-турската война става опълченец. След това се заселва в Пловдив. През 1885 г. се включва в подкрепа на движението за Съединение на Източна Румелия с Княжество България, а след това и в Сръбско-българската война. Бил е председател на дружеството на опълченците и поборниците от Пловдив. Отделено е избиран за общински съветник и народен представител. В периода 30 октомври 1893 – 7 юли 1894 г. е кмет на град Пловдив. Към 14 декември 1920 г. изпаднал в мизерия живее в старопиталище с помощта на Върховния комитет на благотворителността.